# في صحبة الرجال
في صحبة الرجال (بالإنجليزية: In the Company of Men)‏ هو فيلم كوميدي تم إنتاجه في كندا والولايات المتحدة وصدر في سنة 1997. وهو من بطولة آرون إيكهارت.

## الممثلون والشخصيات
- آرون إيكهارت

## الميزانية والإيرادات
بلغت تكلفة إنتاج الفيلم حوالي 25,000 دولار بينما حقق أرباحا تقدر بـ 2,856,622 دولار.

## وصلات خارجية
- في صحبة الرجال على موقع IMDb (الإنجليزية)
- في صحبة الرجال على موقع ميتاكريتيك (الإنجليزية)
- في صحبة الرجال على موقع روتن توميتوز (الإنجليزية)
- في صحبة الرجال على موقع نتفليكس (الإنجليزية)
- في صحبة الرجال على موقع ألو سيني (الفرنسية)
- في صحبة الرجال على موقع Turner Classic Movies (الإنجليزية)
- في صحبة الرجال على موقع أول موفي (الإنجليزية)
- في صحبة الرجال على موقع بوكس أوفيس موجو (الإنجليزية)
- في صحبة الرجال على موقع فيلمافينيتي (الإسبانية)
- في صحبة الرجال على موقع قاعدة بيانات الأفلام السويدية (السويدية)

1. ↑  "Sundance Institute Digital Archive" (بالإنجليزية). Retrieved 2024-02-08.{{استشهاد ويب}}:  صيانة الاستشهاد: لغة غير مدعومة (link)
2. ↑  وصلة مرجع: http://www.imdb.com/title/tt0119361/. الوصول: 8 يوليو 2016.
3. ↑  وصلة مرجع: http://www.allocine.fr/film/fichefilm_gen_cfilm=12091.html. الوصول: 8 يوليو 2016.
4. ↑  وصلة مرجع: http://www.filmaffinity.com/en/film809939.html. الوصول: 8 يوليو 2016.
5. ↑  "معلومات عن في صحبة الرجال على موقع moviepilot.de". moviepilot.de. مؤرشف من الأصل في 2016-04-30.
6. ↑  "معلومات عن في صحبة الرجال على موقع ssl.ofdb.de". ssl.ofdb.de. مؤرشف من الأصل في 2020-10-28.
7. ↑  "معلومات عن في صحبة الرجال على موقع themoviedb.org". themoviedb.org. مؤرشف من الأصل في 2014-09-11.